# Mystery Train
Mystery Train – niezależny film wyreżyserowany przez Jima Jarmuscha według własnego scenariusza, wydany w 1989 roku. Obraz jest tzw. antologią filmową składającą się z trzech odrębnych historii dziejących się jednej nocy. Wszystkie trzy rozgrywają się w podupadłym hotelu w mieście Memphis w Stanach Zjednoczonych. W filmie pojawia się legenda bluesa i R&B Screamin’ Jay Hawkins w roli nocnego portiera prowadzącego hotel oraz piosenkarz Tom Waits jako spiker radiowy.
Film został nakręcony latem w 1988 roku w Memphis. Swoją premierę miał 13 maja 1989 na Festiwalu Filmowym w Cannes, gdzie przyznano mu nagrodę za walory artystyczne. Amerykańska premiera dzieła odbyła się 17 listopada 1989. Film spotkał się z pozytywnymi recenzjami krytyków.
W 2010 roku ukazało się specjalne wydanie filmu na DVD, wzbogacone o dodatkowy materiał.

## Fabuła
Pierwsza historia zatytułowana jest Far from Yokohama, a jej bohaterami jest dwójka japońskich nastolatków, Mitsuko (Youki Kudoh), wielka fanka Elvisa Presleya, oraz jej chłopak, Jun (Masatoshi Nagase). Po przybyciu do Memphis, para odwiedza siedzibę Sun Records, a następnie wędruje przez zaniedbaną południową część miasta i ostatecznie zatrzymuje się w hotelu Arcade.
Druga część, o tytule A Ghost, przedstawia Włoszkę Luisę, młodą wdowę, która utknęła w Memphis transportując trumnę z ciałem zmarłego męża do kraju. Trafia ona do hotelu Arcade, gdzie postanawia wynająć pokój razem z nieznajomą Dee Dee (Elizabeth Bracco), która dopiero co zerwała z chłopakiem (jest nim Johnny z trzeciej części filmu). Kiedy Dee Dee zasypia, w pokoju pojawia się duch Elvisa Presleya i krótko rozmawia z Luisą.
W części trzeciej, zatytułowanej Lost in Space, Johnny (Joe Strummer) upija się w barze po tym, jak stracił pracę i zerwał z dziewczyną, Dee Dee. Towarzyszą mu znajomi: Will (Rick Aviles) i Charlie (Steve Buscemi), brat Dee Dee, który cały czas myśli, że Johnny jest jego szwagrem. Mężczyźni udają się do sklepu monopolowego, gdzie Johnny dopuszcza się rabunku i strzela do właściciela sklepu. By uniknąć kłopotów, wszyscy trzej postanawiają skryć się na noc w hotelu Arcade. Rankiem Charlie odkrywa, że Johnny wcale nie jest jego szwagrem. Ten wówczas postanawia popełnić samobójstwo. Próbując go od tego odwieść, Charlie zostaje nieumyślnie postrzelony w nogę. Mężczyźni w pośpiechu opuszczają hotel.
Film kończy się pokazując bohaterów dwóch pierwszych części powracających do domu.

## Obsada
- Youki Kudoh jako Mitsuko
- Masatoshi Nagase jako Jun
- Screamin’ Jay Hawkins jako portier hotelowy
- Cinqué Lee jako goniec hotelowy
- Nicoletta Braschi jako Luisa
- Elizabeth Bracco jako Dee Dee
- Joe Strummer jako Johnny
- Rick Aviles jako Will
- Steve Buscemi jako Charlie